# 值夏镇
值夏镇，是中华人民共和国江西省吉安市青原区下辖的一个乡镇级行政单位。

## 行政区划
值夏镇下辖以下地区：
值夏街社区、先锋村、城上村、新车村、万胜村、大前村、樟溪村、马埠村、坪上村、思敬村、桐坑村、南田村、毛家村、芳洲村、永乐村和塘陂村。